# Monte Libano
Il Monte Libano (in arabo جبل لبنان‎?, Jabal Lubnān), in quanto designazione geografica, è una catena montuosa che si estende attraverso l'intero Libano.

## Geografia
È lunga circa 160 km, e corre parallelamente alla costa mediterranea, con la più alta vetta, il Qurnat al-Sawda', che raggiunge i 3.088 m. Il Libano è stato storicamente identificato grazie a questa catena montuosa che ha fornito protezione alle popolazioni locali. Le cime innevate hanno dato al Libano il suo stesso nome fin dall'antichità: il termine laban infatti, in Aramaico significa "bianco" e ancor oggi, in Arabo ha il significato di "latte".
Diversi fiumi hanno origine sul versante occidentale del Monte Libano per confluire poi nel Mar Mediterraneo, da nord verso sud Nahr Abou Ali, Nahr Ibrahim, Nahr El-Kelb, Nahr Beyrouth, Nahr El Damour e Nahr El Awali.

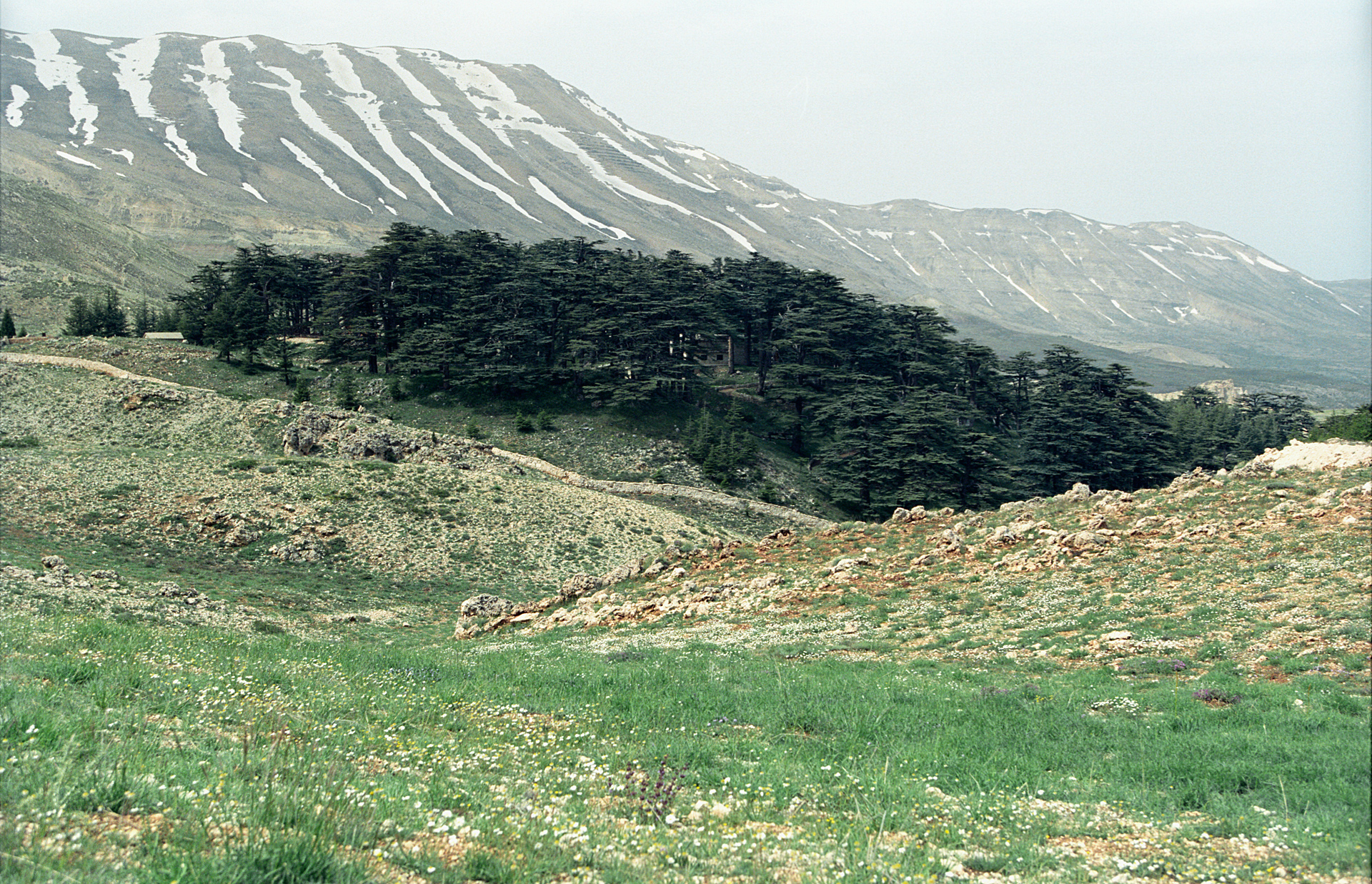
Foresta di cedri del Libano all'interno della riserva del Monte Libano

In Libano i cambiamenti non sono dettati dalle distanze geografiche bensì dalle altitudini. Le montagne sono diventate note per le loro foreste di querce e di pini. In alta quota sopravvivono boschi di cedri del Libano (Cedrus libani). I fenici adoperavano le foreste del Monte Libano per costruire le loro flotte e ne commercializzavano il legname coi loro vicini, tanto che il Tempio che si vuole sia stato costruito da re Salomone avrebbe fatto ampio uso di legno di cedro, a causa della sua resistenza agli effetti del tempo. 
I boschi di cedri sopravvissero quasi immutati grazie alle sapienti opere di riforestazione, almeno fino al XVI secolo. Oggi la Foresta dei cedri di Dio è protetta e alcune zone sono riserve naturali come la Riserva di Horsh Eden e la Riserva delle foreste di Tannourine.

## IlMonte Libanocome nome politico

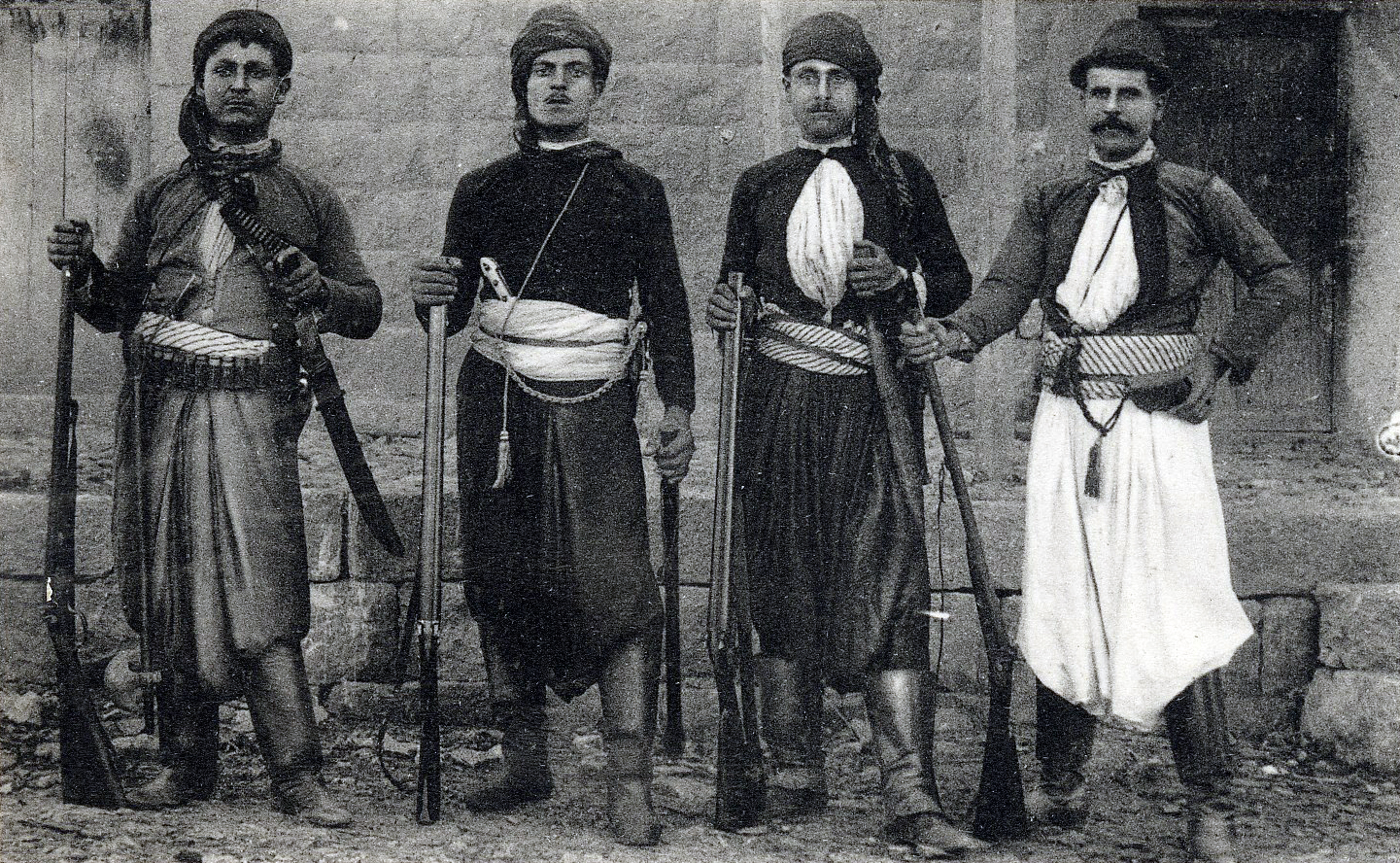
Miliziani cristiani del Monte Libano, ultimo periodo del XIX secolo

Il Monte Libano è anche il nome con cui viene identificata l'entità semi-autonoma esistente in periodo ottomano e il governatorato centrale del moderno Libano (si veda Governatorato del Monte Libano).
L'istituzione di una regione amministrativa del Monte Libano cominciò a proporsi al tempo dell'affermazione del nazionalismo nell'Impero ottomano. La locale comunità cristiana sperimentò periodi di oppressione sotto la leadership di esponenti musulmani. A partire dai primi del 1800, e per vari decenni, gli Ottomani consentirono l'insediamento di clan drusi, curdi e sunniti nell'area cristiana, sotto la protezione dell'esercito imperiale ottomano. La popolazione maronita della Montagna, vedendo questi insediamenti come una minaccia alla loro fragile identità arabo-cristiana, entrò spesso in urto con questi insediamenti. Le potenze europee (essenzialmente la Francia e il Regno Unito) intervennero a sostegno della locale popolazione cristiana dopo i massacri del 1860, allorché 10.000 cristiani furono sterminati in violenti urti con i Drusi. Nel 1861 il distretto autonomo del "Monte Libano" fu istituito all'interno della cornice statale ottomana, fruendo di una garanzia internazionale.
Esso fu amministrato da un soggetto cristiano ottomano non-libanese (noto localmente come "Mutasarrif", (a guida quindi di una Mutasarrifiyya, o Mutasarrifato). I cristiani costituirono la maggioranza della popolazione del Monte Libano, con un significativo numero però di Drusi al suo interno.
Durante la prima guerra mondiale, l'Impero Ottomano lanciò una campagna repressiva contro i maroniti, nel quadro di vasti massacri di cristiani condotti nell'area vicino-orientale. In questo ambito, la flotta ottomana decretò un embargo dell'intera costa cosiddetta levantina, circondando la regione con truppe e tagliando fuori il Monte Libano dal resto del mondo. In Libano si stima oggi (forse con una certa sopravvalutazione) che metà della popolazione del Monte Libano sia morta di carestia durante quel periodo, ma andrebbe anche ricordato che la carestia colpì assai duramente anche la popolazione musulmana della Siria, costringendo una buona parte dei suoi abitanti ad emigrare, per lo più alla volta dell'America del Sud
Per decenni i cristiani effettuarono pressioni sulle potenze europee e gli Stati Uniti perché fosse loro riconosciuto il diritto all'autodeterminazione, estendendo il loro minuscolo territorio libanese a quello che viene definito il "Grande Libano", riferendosi a quell'area geografica che comprende il Monte Libano e la sua costa alla valle della Biqāʿ a est.
La Francia prese il controllo dei possedimenti ex-ottomani nell'area settentrionale della cosiddetta Mezzaluna Fertile e poté quindi ampliare i confini del Monte Libano nel 1920, formando in tal modo il Grande Libano che fu popolato da ciò che rimaneva delle comunità cristiane del Vicino Oriente. I cristiani poterono vantare in tal modo un cospicuo vantaggio territoriale, valutabile in circa il doppio di quanto avevano richiesto (ad esempio al Libano fu annessa la provincia di Tripoli, storicamente da sempre parte della Siria) la speranza di offrire ospitalità a tutti i cristiani dell'area non si concretizzò e le nuove frontiere e, anzi, con l'andar del tempo la stessa maggioranza cristiana del Libano non fu più tale, allorché nei suoi confini entrarono oltre 2 milioni di profughi palestinesi (un'esigua minoranza della quale era di religione cristiana), gettando le basi della futura drammatica guerra civile che avrebbe squassato il Paese e che avrebbe portato in Libano, sotto le bandiere di una Forza Araba di Dissuasione (FAD), voluta dalla Lega degli Stati Arabi la potente vicina della Siria, da sempre interessata alla costruzione invece di una Grande Siria, al cui interno si sarebbe potuto comprendere lo stesso Libano.